# جيم مور
جيم مور (بالإنجليزية: Jim Moore)‏ هو لاعب كرة قاعدة أمريكي، ولد في 14 ديسمبر 1903 في بريسكوت في الولايات المتحدة، وتوفي في 19 مايو 1973 في سياتل في الولايات المتحدة.